# Нортроп (Міннесота)
Нортроп (англ. Northrop) — місто (англ. city) в США, в окрузі Мартін штату Міннесота. Населення — 223 особи (2020).

## Географія
Нортроп розташований за координатами 43°44′9″ пн. ш. 94°26′11″ зх. д. / 43.73583° пн. ш. 94.43639° зх. д. (43.735964, -94.436359).  За даними Бюро перепису населення США в 2010 році місто мало площу 0,38 км², уся площа — суходіл. В 2017 році площа становила 0,34 км², уся площа — суходіл.

## Демографія
Згідно з переписом 2010 року, у місті мешкало 227 осіб у 104 домогосподарствах у складі 64 родин. Густота населення становила 592 особи/км².  Було 111 помешкання (290/км²).
Расовий склад населення:
| - 96,9 % — білих - 3,1 % — азіатів |

До двох чи більше рас належало 0,0 %. Частка іспаномовних становила 0,0 % від усіх жителів.
За віковим діапазоном населення розподілялося таким чином: 23,3 % — особи молодші 18 років, 61,7 % — особи у віці 18—64 років, 15,0 % — особи у віці 65 років та старші. Медіана віку мешканця становила 45,8 року. На 100 осіб жіночої статі у місті припадало 95,7 чоловіків;  на 100 жінок у віці від 18 років та старших — 89,1 чоловіків також старших 18 років.
Середній дохід на одне домашнє господарство  становив 43 620 доларів США (медіана — 43 333), а середній дохід на одну сім'ю — 48 558 доларів (медіана — 46 250). За межею бідності перебувало 32,2 % осіб, у тому числі 59,5 % дітей у віці до 18 років та 2,6 % осіб у віці 65 років та старших.
Цивільне працевлаштоване населення становило 147 осіб. Основні галузі зайнятості: освіта, охорона здоров'я та соціальна допомога — 26,5 %, виробництво — 21,1 %, будівництво — 16,3 %.